# Wanlessia
Wanlessia Wijesinghe, 1992 è un genere di ragni appartenente alla famiglia Salticidae.

## Etimologia
Il genere porta questo nome in onore dell'aracnologo Fred Wanless che, fra l'altro, negli anni settanta e ottanta del secolo scorso, ha descritto una dozzina di generi di Salticidae.

## Caratteristiche
I ragni appartenenti a questo genere hanno molte peculiarità in comune con Portia Karsch, 1878.
È l'unico genere della sottofamiglia Spartaeinae ad avere l'embolo (l'organo riproduttivo) dei pedipalpi ben sviluppato.
I maschi rinvenuti non superano i 4 millimetri di lunghezza; hanno il cefalotorace di colore bruno-giallastro con macchie nere. L'opistosoma, invece, è bianco-giallognolo con maculae simili nella parte posteriore ed è ricoperto da peli di color grigio-ambra. Alcuni segmenti delle zampe hanno anulazioni nere.

## Distribuzione
Le due specie oggi note di questo genere sono state ritrovate nel Borneo e sull'isola di Taiwan, entrambi endemismi.

## Tassonomia
Alcune specie sono state descritte solo in base ad esemplari maschili.
A giugno 2011, si compone di due specie:
- Wanlessia denticulata Peng, Tso & Li, 2002 — Taiwan
- Wanlessia sedgwicki Wijesinghe, 1992[4] — Borneo